# Landerrouat
Landerrouat ist eine französische Gemeinde mit 228 Einwohnern (Stand: 1. Januar 2022) im Département Gironde in der Region Nouvelle-Aquitaine. Sie gehört zum Kanton Le Réolais et Les Bastides und zum Arrondissement Langon. Die Bewohner nennen sich die Landerrouatais. 
Sie grenzt im Norden an Caplong, im Nordosten an Les Lèves-et-Thoumeyragues, im Osten und im Süden an Savignac-de-Duras und im Westen an Pellegrue.

## Bevölkerungsentwicklung
| Jahr      | 1962 | 1968 | 1975 | 1982 | 1990 | 1999 | 2008 | 2017 |
| --------- | ---- | ---- | ---- | ---- | ---- | ---- | ---- | ---- |
| Einwohner | 196  | 186  | 188  | 183  | 193  | 161  | 179  | 208  |

## Sehenswürdigkeiten

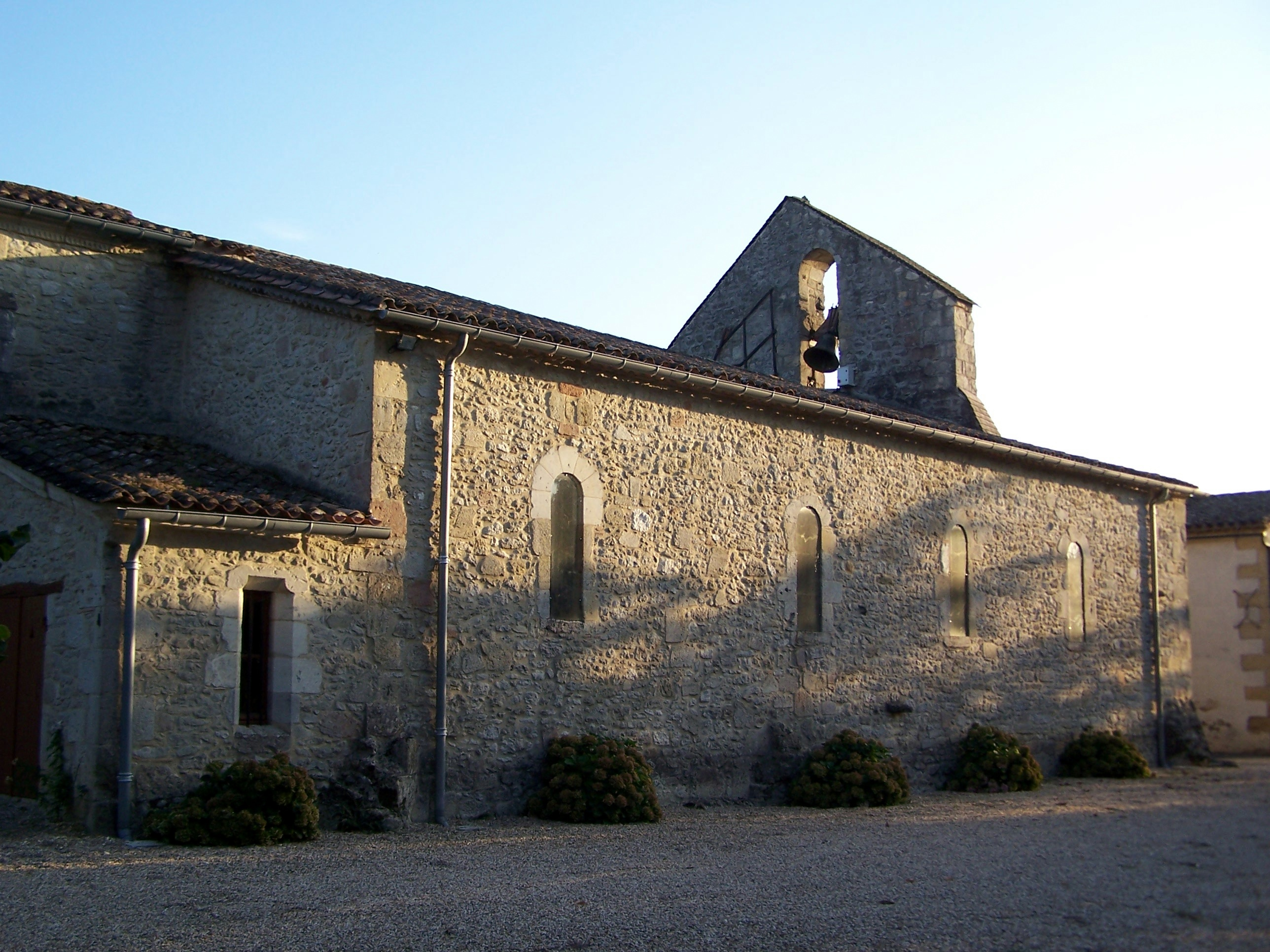
Kirche Saint-Jean

- Kirche Saint-Jean